# Таушев, Николай Степанович
Николай Степанович Таушев — декабрист, член «Союза благоденствия». Друг В. Ф. Раевского и А. С. Пушкина, поручик 10-го егерского полка (16-й дивизии М. Ф. Орлова), гевальдигер.

## Биография
Обвинялся в уничтожении улик против «декабристов», в частности, «рукописных таблиц» В. Ф. Раевского, предназначенных для ланкастерской школы. В 1822 г. по поручению генерала И. В. Сабанеева, возглавлявшего следствие по «делу Раевского», Н. С. Таушев производил обыск в квартире арестованного В. Ф. Раевского, при этом «взял только второстепенные печатные таблицы Греча, а главные материалы скрыл — под предлогом ненужных отдал служителю капитана К. А. Охотникова (декабриста), жившего на одной квартире с Раевским», тем самым облегчив участь своего друга. («Русская старина», 1873, N3, стр.378).
Родился в 1794 г. в г. Казань, в семье дворян Казанской губернии Таушевых (Род внесен в 3 часть «Дворянской родословной книги Казанской губернии» 30.01.1803 г. (источник — «Казанское Дворянство 1785—1917», Нац. Архив Респ. Татарстан, 2001 г.)
Воспитанник Казанского университета (1814—1817). По словам И. П. Липранди, «очень образованный молодой человек из Казанского университета» («Русский архив», 1866 г., № 8-9, стб. 1255). В июле 1822 года у И. П. Липранди Пушкин читал В. Ф. Раевского «Певец в темнице» и обсуждал стихи с Н. С. Таушевым. В 1822 г. Таушев также оказался под следствием по делу В. Ф. Раевского, а после восстания 1825 г. был арестован, уволен из армии и выслан под надзор полиции.